# Marcelo Valle Silveira Mello
Marcelo Valle Silveira Mello (Brasilia, 9 de agosto de 1985) es un informático, delincuente y cracker brasileño. Fue arrestado por la Policía Federal por crímenes tales como racismo, amenazas terroristas, difusión de pornografía infantil, incitación a la violencia contra negros, homosexuales, mujeres, nordestinos y judíos, predicación del abuso sexual contra niños y planificación del asesinato de estudiantes de la carrera de Ciencias Sociales de la Universidad de Brasilia. Actualmente, cumple una condena de 41 años. En 2009, se convirtió en la primera persona condenada por racismo en Internet en Brasil.

## Biografía

### Primeros años
Marcelo Valle Silveira Mello nació en 1985, en el seno de una familia de clase media alta en Brasilia. Es hijo único y su padre murió cuando él era un bebé. La madre, servidora pública, trabajaba en el Servicio Federal de Procesamiento de Datos (Serpro), habiendo sido asignada al despacho de la Presidencia de la República. Lejos de su trabajo debido a problemas psiquiátricos, dejó la crianza de su hijo a cargo de su abuela materna.
En 25 años viviendo en la capital, Marcelo vivió en algunos de los mejores barrios de la ciudad, como Asa Sul. Introvertido, nunca fue de hacer amigos, afirmó haber sufrido bullying en la escuela y, desde pequeño, odiar a las mujeres, a los negros, a las personas LGBT, gente del Nordeste, políticos y activistas de izquierda.
Marcelo es licenciado en Ciencias de la computación por la Universidad Católica de Brasilia. Estudió Derecho en la Pontificia Universidad Católica de Paraná, a la que llamó "uniesquina", y Letras Japonesas en la Universidad de Brasilia, aunque no completó los cursos.

### Carrera criminal

Police - Jail

Mello, un ex estudiante de informática, ha estado promoviendo la violencia y la publicación de fotos de asesinatos y pedofilia desde 2005, cuando estaba activo en la red social de Orkut. En 2009 fue el primer brasileño en hacer campaña públicamente por delitos de odio y delitos de racismo en Internet y fue sentenciado a un año y dos meses de prisión. Sin embargo, permaneció en libertad mientras sus abogados abogaban por una enfermedad mental. Presuntamente estuvo en contacto con Welligton Menezes de Oliveira, quien mató a 12 niños en la escuela municipal Tasso da Silveira en Realengo, Río de Janeiro, durante el alboroto de Realengo en 2011. Fue arrestado en 2012, liberado en 2013 y detenido nuevamente en 2018 mientras vivía en Curitiba.
Durante varios años, amenazó y atacó a la argentina Dolores Aronovich, profesora de la Universidad Federal de Ceará, quien durante años denunció las prácticas de Marcelo. Las acciones de Aronovich inspiraron la Ley 13.642 / 2018, conocida como Lei Lola, que fue sancionada en 2018 y autorizó a la policía federal a investigar la misoginia en Internet.

### Dogolachan
Dogolachan era una tablón de imágenes brasileña de extrema derecha. Fue fundado originalmente en 2013 por Marcelo Valle Silveira Mello (Psycl0n), que ahora está encarcelado y anteriormente era conocido como hacker y analista informático.
Marcelo Valle Silveira Mello saltó a la fama en Orkut en 2005 por realizar ataques y amenazas contra izquierdistas, mujeres y negros. En 2009, se convirtió en el primer brasileño condenado por racismo en línea, pero pudo pagar la libertad bajo fianza y evitar la cárcel. En 2012, fue arrestado junto con Emerson Eduardo Rodrigues por la Policía Federal de Brasil como parte de la Operación Intolerancia por crear el sitio web de Silvio Koerich, que publicaba publicaciones extremadamente ofensivas contra mujeres, homosexuales, negros, judíos y otros. Su arresto dio lugar a una disputa de por vida que los convirtió en archirrivales después de su liberación en 2013.
Durante su presencia temporal en línea, Marcelo Valle Silveira Mello fue arrestado, viajó al extranjero y realizó numerosas bromas agresivas contra muchas personas, entre ellas Emerson Eduardo Rodrigues, Lola Aronovich y otros, algunos con pasados controvertidos. A finales de 2013, era despreciado por los tablón de imágenes brasileños al estilo Chan.
En 2018, Marcelo Valle Silveira Mello fue nuevamente detenido por su vinculación con Dogolachan y por ser considerado coautor del blog Rio de Nojeira, contribuyendo a su condena de 41 años de prisión.

### Valhalla88
Valhalla88, o Nazista Sul88/Valhalla, creado en 1997, fue el mayor sitio brasileño y uno de los mayores del mundo sobre el revisionismo nazi. Fue creado por Marcelo Valle Silveira Mello y fue desmantelado por la Policía Federal brasileña en 2007. El sitio tenía estrechas conexiones con otros sitios neonazis internacionales y mantenía una estrecha relación con el movimiento White Power. En octubre de 2003, ocupaba el puesto 47 en el ranking de los 100 principales sitios nacionalistas y revisionistas. El grupo fue definido por Ciudad Libre de Opinión, el sitio web que albergaba Valhalla88, como skinheads nacionalsocialistas blancos.